# Wild Ones (album)
| Recensione           | Giudizio |
| -------------------- | -------- |
| AllMusic             | [ 6 ]    |
| Entertainment Weekly | C-       |
| The Independent      | [ 8 ]    |
| Los Angeles Times    | [ 9 ]    |
| Rolling Stone        | [ 10 ]   |

Wild Ones è il quarto album studio del rapper statunitense Flo Rida. Il disco è stato pubblicato il 3 luglio 2012. Il primo singolo estratto è stato Good Feeling pubblicato il 29 agosto 2011. La canzone ha avuto molto successo negli Stati Uniti d'America arrivando alla posizione numero 3 della Billboard Hot 100 e certificata due volte platino. Il secondo singolo è stato Wild Ones pubblicato il 19 dicembre 2011 e ha avuto un successo mondiale, così come gli altri due singoli estratti dall'album: Whistle (pubblicato il 24 aprile 2012) e I Cry (pubblicato il 18 settembre), i quali hanno raggiunto rispettivamente la 1ª e l'8ª posizione nella Billboard Hot 100.. Gli ultimi due singoli sono stati Sweet Spot, pubblicato il 13 marzo 2013 e Let It Roll, il 22 marzo dello stesso anno.

## Tracce
Edizione standard
1. Whistle (Tramar Dillard, David Glass, Marcus Killian, Justin Franks, Breyan Isaac, Antonio Mobley) - 3:45
2. Wild Ones (con Sia) (Dillard, Raphaël Judrin, Pierre-Antoine Melki, Sia Furler, Axel Hedfors, Jacob Luttrell, Marcus Cooper, Benjamin Maddahi) - 3:53
3. Let It Roll (Dillard, Mike Caren, Hedfors, Isaac, Silas Johnson, Judrin, Melki, Mobley) - 3:45
4. Good Feeling (Dillard, Lukasz Gottwald, Henry Walter, Isaac, Arash Pournouri, Tim Bergling, Etta James, Leroy Kirkland, Pearl Woods) - 4:06
5. In My Mind, Part 2 (con Georgi Kay) (TDillard, Georgina Kingsley, Adam Forte, Josh Soon, Hedfors) - 4:30
6. Sweet Spot (con Jennifer Lopez) (Julie Frost, Dillard, Jennifer Lopez, Issac, Johnson, Judrin, Melki, Mobley) - 3:48
7. Thinking of You (Dillard, Richard Buttler Jr., James Scheffer) - 3:40
8. I Cry (Dillard, Scott Cutler, Jeffrey Hull, Brenda Russell, Paul Baumer, Marrten Hoogstraten) - 3:42
9. Run (con Redfoo) (Dillard, Bryan Adams, Faheem Rasheed Najm, Jim Vallance) - 3:52

Australian Bonus Track
1. Let It Roll Part 2 (con Lil Wayne) (Dillard, Dwayne Carter Jr., Caren, Hedfors, Issac, Johnson, Judrin, Melki, Mobley) - 3:31

Deluxe Edition
1. Let It Roll Part 2 (con Lil Wayne) (Dillard, Dwayne Carter Jr., Caren, Hedfors, Issac, Johnson, Judrin, Melki, Mobley) - 3:31
2. Whistle (Digi Remix) (Tramar Dillard, David Glass, Marcus Killian, Justin Franks, Breyan Isaac, Antonio Mobley) - 3:31
3. Whistle (Jakob Lido Remix) (Tramar Dillard, David Glass, Marcus Killian, Justin Franks, Breyan Isaac, Antonio Mobley) - 6:00

Japanese Deluxe Edition
1. Louder (Dillard)
2. Let It Roll Part 2 (con Lil Wayne) (Dillard, Dwayne Carter Jr., Caren, Hedfors, Issac, Johnson, Judrin, Melki, Mobley) - 3:31
3. Wild Ones Two (con David Guetta, Nicky Romero e Sia) (Dillard, Dwayne Carter Jr., Caren, Hedfors, Issac, Johnson, Judrin, Melki, Mobley) - 5:46

## Classifiche
| Classifiche (2012) | Posizione massima |
| ------------------ | ----------------- |
| Australia          | 5                 |
| Austria            | 8                 |
| Belgio (Fiandre)   | 47                |
| Belgio (Vallonia)  | 51                |
| Canada             | 1                 |
| Francia            | 19                |
| Germania           | 16                |
| Irlanda            | 9                 |
| Nuova Zelanda      | 6                 |
| Norvegia           | 39                |
| Paesi Bassi        | 57                |
| Regno Unito        | 8                 |
| Svezia             | 58                |
| Svizzera           | 7                 |
| Stati Uniti        | 14                |
| Ungheria           | 27                |